# Танти, Леон Константинович
Леон (Леонардо) Константинович Танти (17 сентября 1892 — 13 июня 1973, настоящая фамилия Феррони) — советский артист цирка, рыжий клоун. Заслуженный артист  Грузинской ССР (1925), заслуженный артист РСФСР (1939).

## Биография
Родился в цирковой семье обрусевших итальянцев: дед Танти — Дионисий Феррони — канатоходец, владелец передвижного цирка; его сыновья Натали, Орацио, Америко, Оресто и Константин — многожанровые цирковые артисты; отец братьев Танти — Константин Танти (по афише — «Танти-Феррони»; 1862—1909) — акробат, соло-клоун, музыкальный эксцентрик; мать — Франческа Карловна Танти (1869—1952) — танцовщица на проволоке.
С самого детства Леон участвует в цирковых пантомимах, скетчах, акробатических номерах. Но настоящую известность он получил выступая в клоунском дуэте с братом Константином «Братья Танти» в период с 1900 по 1909 годы.
- 1909—1913. Исполнял традиционные буффонадные репризы.
- с 1913 года выступает с братом, как музыкальные клоуны-сатирики.
- 1918. Леон стал одним из руководителей Товарищества в бывшем цирке Саламонского в Москве.
- 1918—1920. Выступал во фронтовых бригадах на полях Гражданской войны с сатирическими куплетами, песенками, скетчами.
- 1920 год — директор московских цирков.
- 1923—1926. Братья возглавляют цирковые коллективы и цирки Ростова-на-Дону, Тбилиси, Баку.
- 1925—1926. Братья Танти возвращаются к прежним музыкально-вокальным разговорным дуэтам, в которых современная тема раскрывалась средствами трансформации и лучшими приёмами старой клоунады.
- 1930—1940. Преподавал мастерство клоунады в Московской цирковой школе (ныне ГУЦЭИ)
- 1940—1943. Работал в паре с клоуном Дубино
- 1942—1959. Художественный руководитель передвижных цирков. Выступает с братом во фронтовых бригадах.
- в 1962 году оставил манеж.

Среди удачных работ братьев Танти — «Генуэзская конференция», «Локарнская волынка», «Оркестр фашистов», «Весы конструкции братьев Танти», «Трактир „Не рыдай“» и многое другое. Леон Танти известен также как пантомимический актёр и режиссёр (Отвергнутый жених в пантомиме «Любовь с превращениями», Иванушка-дурачок в «Коньке-Горбунке», постановщик пантомимы «Фантазия капитана Кука», ассистент режиссёра в пантомиме «Махновщина» и др.).
В последние годы творческой деятельности Леон Танти выступал в номере музыкальной эксцентрики со своей женой Дорой Владимировной Бережинской.